# 32048 Kathyliu
32048 Kathyliu è un asteroide della fascia principale. Scoperto nel 2000, presenta un'orbita caratterizzata da un semiasse maggiore pari a 2,3710232 UA e da un'eccentricità di 0,1705139, inclinata di 1,49374° rispetto all'eclittica.